# Leonardo Polo
Leonardo Polo Barrena (Madrid, 1 de febrero de 1926-Pamplona, 9 de febrero de 2013) fue un filósofo, profesor universitario y escritor español.

## Biografía
Realizó los estudios de enseñanza primaria en el Liceo Francés. En 1936 comenzó bachillerato en su ciudad natal. En aquella época, su padre ocupa el cargo de teniente de Alcalde de Madrid. Al estallar la Guerra Civil, el Gobierno de la República instó a la población civil a salir de la capital de España, así que Leonardo se traslada con su familia a Albacete y realiza allí los dos primeros cursos de bachillerato.
Durante los años 1937 a 1939, su padre, que era abogado, desempeñó el cargo de Fiscal Jefe de la Audiencia de Albacete. Terminada la guerra, regresaron a Madrid, menos el padre, que se vio obligado a exiliarse, primero en Nicaragua y después en Chile, donde murió en 1946.
Leonardo continuó el bachillerato en el Instituto Cardenal Cisneros de Madrid. De su época de bachiller recuerda la lectura de la Filosofía Fundamental de Balmes, que leyó con 15 años. La idea básica que saca de esta obra es la importancia de los primeros principios en filosofía. Su lectura posterior de la Suma Teológica de Tomás de Aquino le hace pensar que este autor puede ser corregido o ampliado en algunos puntos, en contra de lo que pensaban la mayoría de los tomistas. Otro autor al que leyó por aquella época es Ortega. Le gustaba especialmente El espectador, su estilo literario y la brillantez de su prosa. También leyó a Zubiri, en concreto, la obra titulada Naturaleza, Historia y Dios. Asistió a un curso de Zubiri dado en la Cámara de Comercio de Madrid, y a otro de Ortega sobre Toynbee. 
Además de sus lecturas filosóficas, también dedica tiempo a la novela y a la poesía, sobre todo en lengua francesa y español. 
Termina el bachillerato en 1945 (19 años) y obtiene premio extraordinario en el examen de Estado. Por razones familiares, decide estudiar Derecho (tras haberse planteado hacer matemáticas), ya que esta carrera le brindaba la posibilidad de incorporarse al bufete de su tío. 
En 1949, al terminar Derecho, decidió matricularse en los cursos de doctorado en Derecho. Terminados los cursos de doctorado, prepara unas oposiciones a las que no llegó a concursar y termina decantándose por la investigación. Leerá la Filosofía del Derecho de Hegel, Ser y Tiempo de Heidegger, la Crítica de la Razón Práctica de Kant, así como escritos de Aristóteles y de Leibniz, la Ética de Spinoza y otros, y se matricula en Filosofía y Letras. 
En 1950, Polo comienza a trabajar con un concepto que marcará su obra como filósofo. Se trata del límite mental, que influirá de algún modo en pensadores como Trías.
En 1952 viaja a Roma con una beca del Consejo Superior de Investigaciones Científicas para investigar sobre filosofía del derecho. En Roma entra en contacto con juristas como Del Vecchio y Capograssi, y se dedica a desarrollar su hallazgo de 1950 vinculada con el tema de su tesis doctoral "El carácter existencial del Derecho natural". Sin embargo, termina centrándose en la filosofía, alejándose de los enfoques jurídicos. 
En 1954 vuelve de Roma y se incorpora a la Universidad de Navarra para impartir Derecho natural y, más tarde, Fundamentos de Filosofía e Historia de los sistemas filosóficos, como catedrático de Historia de la Filosofía. Al mismo tiempo prosigue sus estudios de filosofía en la Universidad Central de Madrid como alumno libre, y más tarde traslada el expediente académico a la Universidad de Barcelona ante la negativa del profesor de Psicología de examinarle por ser alumno libre. Terminada la carrera de Filosofía realiza los cursos de doctorado en Madrid y comienza la tesis doctoral en filosofía, dirigida por Antonio Millán-Puelles. En 1961 obtiene el grado de doctor con una investigación sobre Descartes. En ella lo presenta como un voluntarista frente al tópico habitual de encuadrarlo como racionalista. Esto llamó la atención de pensadores como Paul Ricoeur, que a su paso por Navarra en 1967 preguntó por Leonardo Polo, aunque no le pudo hallar, pues en esas fechas Polo ocupaba ya la cátedra de Fundamentos de Filosofía en Granada, obtenida por oposición en 1966. La tesis doctoral sobre Descartes, editada en 1963 bajo el título Evidencia y realidad en Descartes obtuvo el premio Menéndez Pelayo del Consejo Superior de Investigaciones Científicas. 
En 1966, dejó la Universidad de Navarra. Aprovechó la cesantía para presentarse a las oposiciones de Catedrático de Historia de la Filosofía en la Universidad de Granada. Tras obtener dicha plaza, permaneció dos años en Granada, impartiendo su magisterio. En 1968 regresó a la Universidad de Navarra como Profesor Ordinario. Allí fue director de Estudios de la Facultad de Filosofía y Letras (1968-1972), y Director del Departamento de Historia de la Filosofía y de las Ciencias. Entre 1964 y 1969, impartió clase durante el verano en la Universidad de La Rábida (Huelva).
A partir de 1979, realizó una serie de viajes por América. Concretamente visitó e impartió su magisterio académico en universidades como la Panamericana de México (1979, 1983 y 1990); la Universidad de Piura (Perú), a la que viajó diecisiete veces en el periodo 1983-1999, y donde recibió el doctorado honoris causa (1994); la Universidad de la Sabana en Bogotá (Colombia), donde estuvo cinco veces entre 1986 y 1997; y la Universidad de Los Andes (Santiago de Chile), en seis ocasiones entre 1987 y 1998. En Europa, impartió clases en la Universitá de la Santa Cruz en Roma, en tres ocasiones entre 1990 y 1998; la Universidad de Palermo en Sicilia, en una ocasión. En España, visitó catorce veces la Universidad de Málaga, entre 1979 y 1998.
En 1996 fue nombrado Profesor extraordinario en la Universidad de Navarra, y al año siguiente, Profesor Honorario. Desde 1998, tras impartir algún seminario en la Universidad de Navarra y durante el verano en las Universidades de Los Andes (Chile) y Piura (Perú), dejó de impartir su magisterio. Desde el otoño de 1997, y hasta una semana antes de fallecer trabajó en el despacho 2200 de la antigua Biblioteca de Universidad de Navarra, y en su domicilio de la calle Monasterio de la Oliva, 6, en Pamplona.

## Pensamiento
Su pensamiento propone una renovación metodológica de la filosofía a partir de un descubrimiento: lo que él denomina el límite mental humano (que radica en el pensamiento objetivador). Dicho límite puede abandonarse, y al hacerlo se afrontan los grandes temas de la filosofía de una nueva y más fecunda manera.
La detección del límite mental se corresponde con el descubrimiento de la inserción del operar intelectual en el ámbito de la persona que lo ejerce. La persona es más que su pensamiento. El pensamiento, la naturaleza lógica del hombre, no es algo absoluto, incondicionado, que se imponga de suyo a la subjetividad individual; sino una manifestación de la persona que lo aporta, de acuerdo con la cual el hombre dispone de un mundo ante sí.
El abandono del límite, entonces, permitirá acceder al ser extramental, en cuanto que independiente del pensamiento humano y no referido a él. Y también, por otro lado, al propio ser personal, que no se agota en la mera índole pensante de la persona, ni se refiere tampoco a ella.
El ser extramental es principio, el primer principio de no contradicción; y se advierte como persistencia, porque sería contradictorio que el ser cesase. Por su parte, la esencia extramental es la analítica del principio: su análisis en los distintos sentidos de la causalidad. La consideración conjunta de la causalidad es el universo físico. Pero el universo es creado, porque su existencia depende de Dios: la causa no contradictoria remite a la identidad originaria.
Al ser personal más que existir le corresponde coexistir. Y se describe como ser además, siempre además. Añadirse, acompañar, aportar, y así mantenerse siendo es lo propio de la libertad: la persona es existencialmente libre. Por ello mismo, la persona tiene intimidad, no se cierra en sí misma, y se manifiesta en su esencia: dispone según ella. Es intimidad donal y libre.
Por último, Dios es el ser originario, distinto de aquello que comienza y de quien se añade. El Origen es la identidad insondable y la intimidad inabarcable.

## Homenajes y la publicación de sus Obras completas
En 2014 se celebró un simposio en Málaga centrado en la filosofía de Leonardo Polo. 
Posteriormente, en junio de 2019, la facultad de Filosofía y Letras de la Universidad de Navarra celebró un acto en memoria de Polo, en el que se presentó la edición de la serie A de sus Obras completas, un compendio que recoge el trabajo que Polo realizó. La serie A, publicada por Eunsa, consta de veintisiete volúmenes en los que se incluyen 45 libros y otros escritos menores ya publicados. La serie B ofrecerá textos inéditos, conservados en el Archivo General de la Universidad de Navarra (AGUN), junto con la transcripción de cintas grabadas.

### Obras de Leonardo Polo[6]
Período
metafísico 
1. Evidencia y
realidad en Descartes. Madrid: Rialp, 1963.
Pamplona: Eunsa, 19962, 20073. 
2. El acceso al
ser. Pamplona: Universidad de Navarra, 1964. Pamplona: Eunsa, 20042. 
3. El ser I: la
existencia extramental. Pamplona: Universidad de
Navarra, 1966. Pamplona: Eunsa, 19972. 
Período
epistemológico: 
4. Curso de teoría del conocimiento, v. I. Pamplona: Eunsa, 1984, 19872, 20063. 
5. Curso de teoría del conocimiento, v. II. Pamplona: Eunsa, 1985, 19882, 19983, 20064. 
6. Curso de teoría del conocimiento, v. III. Pamplona: Eunsa, 1988, 19992, 20063. 
7. Curso de teoría del conocimiento, v. IV/1ª parte. Pamplona: Eunsa, 1994. Conjunta con la 2ª parte, Pamplona: Eunsa, 20042. 
Curso de teoría del conocimiento, v. IV/2ª parte. Pamplona: Eunsa,
1996. Conjunta con la 1.ª parte, Pamplona: Eunsa, 20042. 
8. Hegel y el posthegelianismo. Piura
[Perú]: Universidad de Piura, 1985. Edición española (sin los dos
estudios del apéndice), Pamplona: Eunsa 19992, 20063.
Período
antropológico: 
9. Quién es el
hombre. Un espíritu en el tiempo. Madrid: Rialp,
1991, 19932, 19983, 20014, 20035, 20076. Piura [Perú]: Universidad de Piura,
1993. 
10. Ética: hacia
una versión moderna de los temas clásicos. México DF [México]: Universidad
Panamericana/Publicaciones Cruz O., 1993. Edición española (con prólogo de Polo
para ella), Madrid: Unión editorial (AEDOS), 1996, 19972. 
11. Presente y
futuro del hombre. Madrid: Rialp, 1993, 20122. 
12. Introducción
a la filosofía. Pamplona: Eunsa, 1995, 19992, 20023. 
13. La persona
humana y su crecimiento. Pamplona: Eunsa, 1996,
19992. 
14. Sobre la
existencia cristiana. Pamplona: Eunsa, 1996.
Reeditado con el título de La originalidad de la concepción cristiana de la
existencia. Pamplona: Eunsa, 20102. 
15. Antropología de la acción directiva. Coautor con C. Llano. Madrid:
Unión editorial, 1997. 
16. Nominalismo,
idealismo y realismo. Pamplona: Eunsa, 1997, 20012. 
17. Antropología
trascendental I: la persona humana. Pamplona: Eunsa,
1999, 20032, 20103. 
18. Antropología
trascendental II: la esencia de la persona humana. Pamplona: Eunsa, 2003, 20102. 
Período de vejez: 
19. Nietzsche
como pensador de dualidades. Pamplona: Eunsa,
2005. 
20. Ayudar a
crecer. Cuestiones filosóficas de la educación. Pamplona: Eunsa, 2006. 1.ª reimpresión 2007. 
21. Persona y
libertad. Pamplona: Eunsa, 2007. 
22. El
conocimiento del universo físico. Pamplona: Eunsa,
2008. 
23. El hombre en
la historia. Cuadernos del “Anuario filosófico” n.º 207. Pamplona:
Universidad de Navarra, 2008.
24. Curso de
psicología general. Pamplona: Eunsa, 2009, 20102 
25. Lecciones de
psicología clásica. Pamplona: Eunsa, 2009. 
26. La esencia
del hombre. Pamplona: Eunsa 2011. 
27. Estudios de
filosofía moderna y contemporánea. Pamplona: Eunsa
2012. 
28. Filosofía y
economía. Pamplona: Eunsa 2012. 
29. Lecciones de
ética. Pamplona: Eunsa 2013. 
30. Epistemología,
creación y divinidad. Pamplona: Eunsa 2014.

### Sobre Leonardo Polo
- Soriano, Graciela, Zorroza Huarte, Mª Idoya, Castillo Córdova, Genara y Sellés, Juan Fernando (eds.),  Filósofo, maestro y amigo: testimonios sobre Leonardo Polo (vol. II.), Pamplona, Eunsa, 2024, 1ª,  562 pp.
- Sellés, Juan Fernando, Teología para inconformes. Claves teológicas de Leonardo Polo, Madrid, Rialp, 2019, 706 pp., ISBN: 9788432151521.[7]
- Martino, Silvia Carolina, El aporte de Leonardo Polo a la Universidad y a la teoría de empresa: una antropología para la Universidad y el management a la altura de nuestro tiempo, Saarbrücken, Editorial Académica Española, 2018, 1.ª, 609 pp.
- La intelección según Leonardo Polo, Thémata. Revista de Filosofía n.º 50 (diciembre 2014), Servicio de Publicaciones de la Universidad de Sevilla.
- Studia Poliana, revista sobre el pensamiento de Leonardo Polo, Servicio de Publicaciones de la Universidad de Navarra.
- Franquet, María José (1996): Trayectoria intelectual de Leonardo Polo Archivado el 14 de agosto de 2016 en Wayback Machine..
- Vanney E. Claudia (2008): Principios reales y conocimiento matemático. La propuesta epistemológica de Leonardo Polo .
- Posada, J. M. (2007): Lo distintivo del amar.
- Posada, J. M. (2007): La intencionalifdad del Inteligir como iluminación.
- Dalma, J. (2004): La intencionalidad en Leonardo Polo (ponencia).
- Esquer, H. (2000): El límite del pensamiento.
- Sellés, J. F. (2003): El conocer personal.